# Minisaga
Die Minisaga ist eine Textsorte, die durch ihre Kürze den Autor zu einer Reduktion und Rationalisierung seiner Ausdrucksmittel zwingt. Sie wurde 1982 von Brian Aldiss erfunden.
Während sie thematisch frei ist, muss sie formal folgenden Kriterien genügen:
- Exakt 50 Wörter, Kontraktionen gelten üblicherweise als ein Wort, Wörter mit Bindestrichen dagegen nicht.
- Mit Titel, der allerdings nicht mehr als 15 Zeichen haben darf.
- Sie sollte eine Geschichte erzählen, muss allerdings nicht in Prosa verfasst sein.

Die Minisaga ist besonders im englischsprachigen Raum beliebt, vor allem auch bei Lernenden. Der Daily Telegraph veranstaltete mehrere Minisaga-Wettbewerbe.